# Otto Holmberg
Den här sidan handlar om kemisten Otto Holmberg. För biologen Otto Holmberg, se Otto Rudolf Holmberg.
Otto Holmberg, född 1 september 1876 i Brännkyrka församling, död 2 januari 1934 i Stockholm, var en svensk kemist.
Otto Holmberg var son till godsägaren Sven Gustaf Holmberg. Efter mogenhetsexamen i Stockholm 1895 studerade han vid Uppsala universitet där han blev filosofie kandidat 1898, filosofie licentiat 1904 och filosofie doktor 1906 samt var docent i kemi 1906–1917. Holmberg var amanuens vid institutionen för allmän och analytisk kemi 1904–1909, lärare i allmän kemi i medicinska fakulteten 1911–1915 och därutöver kontrollant vid denaturering av brännvin i Uppsala 1908–1915. År 1915 tillträdde han som amanuens i tjänst hos Kontrollstyrelsen och befordrades där till extra laborator 1918 och till laborator 1921. Holmberg vetenskapliga forskning ägnades främst åt de sällsynta jordarternas kemi. I sina arbeten, som flera gånger belönades av Vetenskapsakademien, påvisade han bland annat nya metoder för separering av sällsynta jordarter. Bland hans arbeten märks Om framställning af ren neodymoxid (1906) och Bidrag till kännedomen om holmium (1911).